# KiLa
KiLa (キラ) は、日本のマジシャン。
所属事務所はベルキッスコーポレーション
1975年9月5日生まれ、熊本県立熊本工業高等学校(情報システム科)
国立有明工業高等専門学校（電子情報工学科）出身。身長190cm。

## 略歴
TV番組、TVCF出演や企画演出、製作協力、マジック商品開発の指導・監修など幅広く活躍。
オリジナリティ溢れる発想は他のマジシャンとは一線を画するところがあり、資生堂ピエヌ'05「リップネオ」TVCF・店頭PV伊東美咲の全ての振付・演技指導、EXドラマ「バーテンダー」相葉雅紀ダイススタッキングを指導。
'11 ラスベガスプラネットハリウッドホテルにて日本人クロースアップマジシャンとして初めて単独クロースアップショーを開催。
フジテレビ「全力教室」（2014年）での独自のパフォーマンスに更に注目が高まり、同局「奇跡体験!アンビリバボー」では2014年3月に2時間ＫｉＬａスペシャル特番企画を実施。
ディナーショーやイベントでも独自のパフォーマンスは評価が高く活躍は多方面に渡る。
ラスベガスシーザースパレスでの元MLB4256本安打記録保持者ピート・ローズ氏バースデーパーティー出演の際、ローズ氏は驚きの余り自分への誕生日プレゼントを間違って渡してしまうなど、独自のパフォーマンスは海外からも注目されている。
2014年度ベスト・クロースアップ・マジシャン受賞（主催：日本クロースアップマジシャン協会）
テレビ朝日の番組企画「もう一度見たいのは誰だ！世界の魔術！幻術！奇術！超マジシャンズリーグ」では優勝を飾った。手元を見せるマジックで話題を集めた。
所属事務所　株式会社ベルキッスコーポレーション
2023年「Japan's Got Talent」シーズン1に出場し、ファイナリストとなった。

## 出演

### テレビ出演
- 森田一義アワー 笑っていいとも! （2006年3月14日放送、フジテレビ）
- タカトシの時間ですよ!（2012年3月27日放送、TBS）
- はなまるマーケット （2012年4月16日放送、TBS）
- アッコにおまかせ! （2012年6月24日放送、TBS）
- さんまのSUPERからくりTV （2012年7月15日放送、TBS）
- 超マジシャンズリーグ（2012年8月18日放送、テレビ朝日）
- ロンドンハーツ （2013年5月7日放送、テレビ朝日）
- 全力教室（2013年12月1日、12月15日放送、フジテレビ）
- テレビタミン（2013年12月27日放送、くまもと県民テレビ）
- 全力教室（2014年1月12日、2月2日放送、フジテレビ）
- 100秒博士アカデミー（2014年1月28日放送、TBS）
- 奇跡体験!アンビリバボー（2014年2月20日放送、フジテレビ）
- ギョクセキっ!（2014年2月24日放送、関西テレビ）
- 奇跡体験！アンビリバボー（2014年3月20日放送、フジテレビ）
- お笑いワイドショー マルコポロリ!（2014年5月18日放送、関西テレビ）
- ごきげん!ブランニュ（2014年6月2日放送、ABC朝日放送）
- ダウンタウンDX（2014年6月19日放送、読売テレビ）
- ウラマヨ!（2014年8月30日放送くこま、関西テレビ）
- 行列のできる法律相談所（2014年10月19日放送、日本テレビ）
- 出張！くまモンとかたらんね(2014年10月23日放送、熊本テレビ)
- 痛快!明石家電視台（2014年11月3日放送、毎日放送）
- ナカイの窓（2014年11月19日放送、日本テレビ）
- NMBとまなぶくん（2014年11月20日放送、関西テレビ）
- 志村けんのバカ殿様 (2015年1月13日放送、フジテレビ)
- 志村座 (2015年2月11日、2月18日放送、フジテレビ)
- 関ジャニ∞のジャニ勉（2015年2月26日放送、関西テレビ）
- 快傑えみちゃんねる（2015年4月24日放送、関西テレビ）
- マジック王-キング-（2015年5月16日放送、テレビ朝日）
- ネプ&イモトの世界番付（2015年6月19日放送、日本テレビ）
- バイキング（2015年8月5日放送、フジテレビ）
- よ〜いドン!サンデー（2015年8月23日、8月30日放送、関西テレビ）
- バイキング（2015年8月24日放送、フジテレビ）
- ごきげん!ブランニュ（2015年8月24日放送、ABC朝日放送）
- 今夜もドル箱V（2015年10月20日放送、テレビ東京）
- マヨなか笑人（2015年11月6日放送、読売テレビ）
- トリックハンター（2015年11月18日放送、日本テレビ）
- ザ少年倶楽部プレミアム（2015年11月18日放送、BSプレミアム）
- バイキング（2015年12月23日放送、フジテレビ）
- 真実解明バラエティー！トリックハンター（2015年12月23日放送、日本テレビ）
- Aさんの話（2016年1月5日放送、ABC朝日放送）
- よ〜いドン!サンデー（2016年1月10日、1月17日放送、関西テレビ）
- 4Kフェス（2016年1月17日放送、ひかりTV）※NTTぷららのネットTV
- 真実解明バラエティー！トリックハンター（2016年2月17日、2月24日放送、日本テレビ）
- 関ジャニ∞クロニクル（2016年2月27日放送、フジテレビ）
- 真実解明バラエティー！トリックハンター2時間SP（2016年4月6日放送、日本テレビ）
- テリー伊藤の今夜も傾奇流！（2016年5月18日放送、BSフジ）
- 真実解明バラエティー！トリックハンター（2016年6月15日放送、日本テレビ）
- 特捜警察ジャンポリス（2016年7月1日放送、テレビ東京）
- 真実解明バラエティー！ トリックハンター2時間SP（2016年7月20日放送、日本テレビ）
- トリックハンター（2016年7月27日放送、日本テレビ）
- トリックハンター2時間SP（2016年8月17日放送、日本テレビ）
- スッキリ（2016年11月15日放送、日本テレビ）
- まいど!ジャーニィ〜（2017年1月22日、1月29日放送、BSフジ）
- ミュージャック（2017年2月24日放送、関西テレビ）
- エージェントWEST（2017年3月4日放送、ABC朝日放送）
- Aさんの話（2017年3月7日放送、ABC朝日放送）
- テレビタミン（2017年3月16日放送、熊本県民テレビ）
- ポケモンの家あつまる？（2017年4月23日放送、テレビ東京）
- THEお題シアター（2017年5月20日放送、フジテレビ）
- 水前寺清子情報館（2017年6月17日放送、BSフジ）
- マジックシアター（2017年6月17日放送、BSフジ）
- ポケモンの家あつまる？（2017年7月2日放送、テレビ東京）
- 芸能人が考えた ドッキリさせちゃうぞGP（2017年8月5日放送、フジテレビ）
- よ～いドン！サタデー（2017年8月26日放送、関西テレビ）
- よ～いドン！サタデー（2017年9月2日放送、関西テレビ）
- FNS番組対抗オールスター秋の祭典  目利き王決定戦（2017年10月2日放送、フジテレビ）
- ポケモンの家あつまる？（2017年11月26日放送、テレビ東京）
- 福士蒼汰vs宮野真守が360度シアターに挑戦 髑髏城の七人最終章へ（2017年12月10日放送、TBS）
- ジョブチューン（2018年3月3日放送、TBS）
- マジックシアター（2018年4月7日放送、BSフジ）
- ポケモンの家あつまる？（2018年4月8日放送、テレビ東京）
- 今夜もドル箱（2018年4月17日放送、テレビ東京）
- マジカル・パンチラインのマジカルテレビ(2018年10月27日、Kawaiian TV)
- 激！今夜もドル箱（2018年11月20日放送、テレビ東京）
- 木村さ〜〜ん（2018年12月2日、9日配信、GYAO）
- スモール3（2018年12月22日放送、フジテレビ）
- リトルトーキョーライフ（2019年1月16日放送、テレビ東京）
- マジックシアター（2019年1月19日放送、BSフジ）
- ビビット（2019年4月2日放送、TBS）
- お笑い演芸館+（2019年5月16日放送、BS朝日）
- MY BEST おにぎり（2019年6月14日放送、フジテレビ）
- パチナイト！鹿児島（2020年2月11日、18日放送、KKB鹿児島放送）
- スッキリ！（2020年6月10日放送、日本テレビ）
- ザワつく!金曜日（2020年10月16日放送、テレビ朝日）
- フシギ動画祭り（2020年10月20日放送、テレビ朝日）
- ザワつく！金曜日（2021年1月22日放送、テレビ朝日）
- フシギ動画祭り（2020年2月3日放送、テレビ朝日）
- それSnow Manだとおいくらですか？（2020年1月29日放送）
- ザワつく！金曜日（2020年5月7日放送、テレビ朝日）
- ザワつく！！年越しフシギ大賞！！！【超絶マジック＆豪華MC大集結フシギトーク】（2022年12月31日放送、テレビ朝日）
- ラヴィット! （2023年2月23日放送、TBS）
- ぽかぽか 火曜コーナー「天才マジシャンKiLaとバトル マジックにらめっこ」 （2024年9月17日放送 - 、フジテレビ）[1]

### ラジオ出演
- 俺達かまいたち（2015年11月28日放送、ABCラジオ）

## 著書
- 『人はなぜ騙されたいのか？』